# Huehuetla (kommun i Mexiko, Puebla)
Huehuetla är en kommun i Mexiko.   Den ligger i delstaten Puebla, i den sydöstra delen av landet, 170 km öster om huvudstaden Mexico City.
Följande samhällen finns i Huehuetla:
- Xonalpu
- Leacaman
- Cinco de Mayo
- Lipuntahuaca
- Putlunichuchut
- Chilocoyo del Carmen
- Putaxcat
- Kuwik Chuchut
- Francisco I. Madero
- Chilocoyo Guadalupe